# Barry Horne
Barry Horne (Northampton, 17 de março de 1952 - Worcester, 5 de novembro de 2001) foi uma activista dos direitos dos animais britânico que morreu de insuficiência hepática no hospital Ronkswood, Worcester, em Novembro de 2001, depois de fazer 4 greves de fome, enquanto cumpria uma pena de 18 anos de prisão pela colocação de dispositivos incendiários em lojas que vendiam casacos de peles e produtos de couro, a sentença mais longa proferida por um tribunal britânico a qualquer ativista dos direitos dos animais.
Barry era um ativista inglês dos direitos dos animais. Ele se tornou conhecido em todo o mundo em dezembro de 1998, quando se envolveu em uma greve de fome de 68 dias em um esforço para convencer o governo britânico a realizar um inquérito público sobre testes em animais, algo que o Partido Trabalhista havia dito que faria antes de chegar a poder em 1997.
A greve de fome deixou Horne com danos nos rins e falta de visão, mas não foi a primeira nem a última em que ele embarcou, e quando morreu de insuficiência hepática três anos depois, não comia por 15 dias. A reação da mídia à sua morte no Reino Unido foi hostil, onde ele foi amplamente descrito como terrorista por jornalistas e políticos. Ele é visto como um mártir por alguns membros do movimento dos direitos dos animais.